# Trường Đại học Kiểm sát
Trường Đại học Kiểm sát là cơ sở giáo dục đại học công lập trong hệ thống giáo dục quốc dân Việt Nam, trực thuộc Viện Kiểm sát Nhân dân tối cao. Hiện tại, trường đào tạo hai ngành đại học là Luật học và Luật kinh tế, hai ngành sau đại học là Luật và Luật hình sự và tố tụng hình sự.

## Lịch sử
Ngày 21/4/1970, Viện trưởng Viện Kiểm sát Nhân dân Tối cao đã ký Quyết định số 62/QĐ-TC về tổ chức bộ máy của VKSND tối cao, trong đó có Trường Bổ túc và đào tạo cán bộ kiểm sát (Ngày 12/10/1964 đồng chí Hoàng Quốc Việt đã ký Quyết định thành lập Trường Cán bộ kiểm sát trực thuộc Viện kiểm sát nhân dân tối cao). Quyết định này được Ủy ban Thường vụ Quốc hội phê chuẩn tại Nghị quyết số 900/NQ-UBTVQH ngày 25/4/1970, ngày 25/4 hàng năm được coi là ngày truyền thống của Trường.
Có thể chia quá trình xây dựng và phát triển của trường thành 4 giai đoạn:
- Giai đoạn thứ nhất: Tổ chức và hoạt động của Trường Bổ túc và đào tạo cán bộ kiểm sát (1970-1981).
- Giai đoạn thứ hai: Tổ chức và hoạt động của Trường Cao đẳng kiểm sát (1982-2005).
- Giai đoạn thứ ba: Tổ chức và hoạt động của Trường Đào tạo, bồi dưỡng nghiệp vụ kiểm sát (từ năm 2005 - 4/2013).
- Giai đoạn thứ tư: Tổ chức và hoạt động của Trường Đại học Kiểm sát Hà Nội.

Ngày 24/04/2013, Thủ tướng Chính phủ đã ký Quyết định số 614/QĐ-TTg về việc thành lập Trường Đại học Kiểm sát Hà Nội trên cơ sở nâng cấp Trường Đào tạo, bồi dưỡng nghiệp vụ kiểm sát.
Ngày 07/02/2025, Viện trưởng VKSND tối cao đã ban hành Quyết định số 01 trong đó sáp nhập trường Đại học Kiểm sát Hà Nội với trường Bồi dưỡng nghiệp vụ Kiểm sát, lấy tên là trường Đại học Kiểm sát.

## Cơ cấu tổ chức
Bộ máy của Trường Đại học Kiểm sát Hà Nội gồm có:
1. Hội đồng Trường
2. Ban Giám hiệu
- Hiệu trưởng: TS. Kiểm sát viên Cao cấp Nguyễn Văn Khoát
- Các phó hiệu trưởng:
 TS. Bùi Thị Hạnh;
 TS. Hoàng Anh Tuyên

3. Các khoa chuyên môn trực thuộc Ban Giám hiệu gồm:
- Khoa Lý luận chính trị;
- Khoa Nhà nước và pháp luật;
- Khoa Pháp luật hình sự và thực hành quyền công tố, kiểm sát hoạt động tư pháp trong lĩnh vực hình sự (Khoa pháp luật hình sự và kiểm sát hình sự);
- Khoa Pháp luật dân sự, hành chính và kiểm sát các hoạt động tư pháp trong lĩnh vực dân sự, hành chính (Khoa pháp luật dân sự và kiểm sát dân sự);
- Khoa Tội phạm học và Điều tra tội phạm;
- Khoa Pháp luật quốc tế.
- Khoa Đào tào, bồi dưỡng Cán bộ Kiểm sát

4. Các phòng chức năng gồm:
- Phòng Tổ chức – Hành chính;
- Phòng Đào tạo và Quản lý sinh viên;
- Phòng Quản lý khoa học và Hợp tác quốc tế;
- Phòng Quản trị;
- Phòng Tài vụ.

5. Các trung tâm gồm:
- Trung tâm Thông tin -Thư viện;
- Trung tâm Bảo đảm chất lượng đào tạo.

## Thông tin liên hệ
- Trụ sở: Trường đặt tại phường Dương Nội, quận Hà Đông, thành phố Hà Nội.
- Website: https://hpu.vn/
- Điện Thoại: (04) 33580467
- Fax: (04) 33580476